# Stazione di Portbou
La stazione di Portbou chiamata anche Port Bou o Port-Bou (in spagnolo Estación de Portbou, in catalano Estació de Portbou) è la principale stazione ferroviaria internazionale di Portbou nella Catalogna, Spagna posta sulle linee Narbona-Portbou e Barcellona-Portbou.

## Strutture ed impianti
In questa stazione avviene il cambio di tensione, che rimane in corrente continua ma passa dagli 1,5 kV utilizzati in Francia ai 3 kV della rete spagnola, e scartamento: da quello standard (1.435 mm) a quello largo (1.668 mm) delle ferrovie spagnole..
Il fabbricato viaggiatori si trova in posizione centrale rispetto ai binari, arrivando dalla Francia i due binari a sinistra del fabbricato viaggiatori sono a scartamento ordinario e sono utilizzati dai treni regionali provenienti dalla Francia,  mentre i binari a destra del fabbricato viaggiatori sono a scartamento largo e sono utilizzati dai treni spagnoli. Nel fabbricato era ospitato il posto di polizia di frontiera.

### Cambiador
Nel caso di treni internazionali come il Talgo giunti alla stazione francese di Cerbère, veniva sganciata la locomotiva francese ed agganciata una locomotiva di manovra in coda che spingeva il treno verso un gabbiotto denominato cambiador, in territorio spagnolo, tra i binari "spagnoli" ed i binari "francesi", dove veniva operata l'operazione di cambio scartamento, il tutto avveniva in circa una mezzora. Il treno attraversava lentamente la galleria di frontiera all'interno della quale passa il confine franco-spagnolo ed all'uscita della galleria già in Spagna giungeva al cambiador. Il cambiador si presenta come una cabina di autolavaggio dove le carrozze entrano lentamente e delle macchine muovono le ruote del treno verso l'interno o l'esterno del proprio asse, modificandone la larghezza. Grazie a questo sistema le carrozze Talgo possono circolare sia sullo scartamento iberico che in quello europeo. Al termine di questa operazione la locomotiva di manovra francese situata in coda veniva sganciata ed in testa veniva agganciata la locomotiva spagnola della RENFE e lentamente il convoglio raggiungeva nella stazione di Portbou da dove poi proseguiva nella rete ferroviaria spagnola.
Tale operazione adesso non è più necessaria dopo l'apertura della linea ferroviaria internazionale ad alta velocità Perpignano-Figueras che prosegue ulteriormente verso sud-ovest fino a Madrid attraverso la ferrovia ad alta velocità Madrid-Barcellona-Confine francese.

## Storia
La stazione venne inaugurata nel 1878. L'attuale fabbricato viaggiatori, venne completamente ricostruito ed ampliato nel 1929 dall'architetto spagnolo Joan Torras (1827-1910).
La stazione fu inaugurata il 20 gennaio 1878 con l'avvio del tratto Figueras - frontiera francese della linea che collegava Barcellona con la frontiera francese. I lavori furono realizzati dalla Compagnia Ferroviaria Tarragona-Barcellona-Francia o TBF fondata nel 1875. Nel 1889 la TBF accettò di fondersi con la Compagnia Ferroviaria di Madrid-Zaragoza-Alicante o MZA. Nel 1929, quest'ultima decise di ricostruito e ampliare la stazione, sostituendo la recinzione iniziale con una più grande alla quale aggiunse una grande tettoia in vetro e metallo realizzata dalle officine di Joan Torras (1827-1910) i Guardiola. Questa fusione continuò fino al 1941, quando la nazionalizzazione delle ferrovie in Spagna portò alla scomparsa di tutte le società private esistenti e alla creazione della RENFE.